# Municipio de Sherman (condado de Gladwin)
El municipio de Sherman (en inglés: Sherman Township) es un municipio ubicado en el condado de Gladwin en el estado estadounidense de Míchigan. En el año 2010 tenía una población de 1043 habitantes y una densidad poblacional de 11,4 personas por km².

## Geografía
El municipio de Sherman se encuentra ubicado en las coordenadas 44°6′56″N 84°32′14″O / 44.11556, -84.53722. Según la Oficina del Censo de los Estados Unidos, el municipio tiene una superficie total de 91.53 km², de la cual 90,31 km² corresponden a tierra firme y (1,33 %) 1,21 km² es agua.

## Demografía
Según el censo de 2010, había 1043 personas residiendo en el municipio de Sherman. La densidad de población era de 11,4 hab./km². De los 1043 habitantes, el municipio de Sherman estaba compuesto por el 96,07 % blancos, el 0,48 % eran afroamericanos, el 1,05 % eran amerindios, el 0,38 % eran asiáticos y el 2,01 % eran de una mezcla de razas. Del total de la población el 0,77 % eran hispanos o latinos de cualquier raza.